# August Horch Museum
August Horch Museum è un museo inaugurato nel 2004 e situato nei pressi di Zwickau in Germania.

## Descrizione e storia

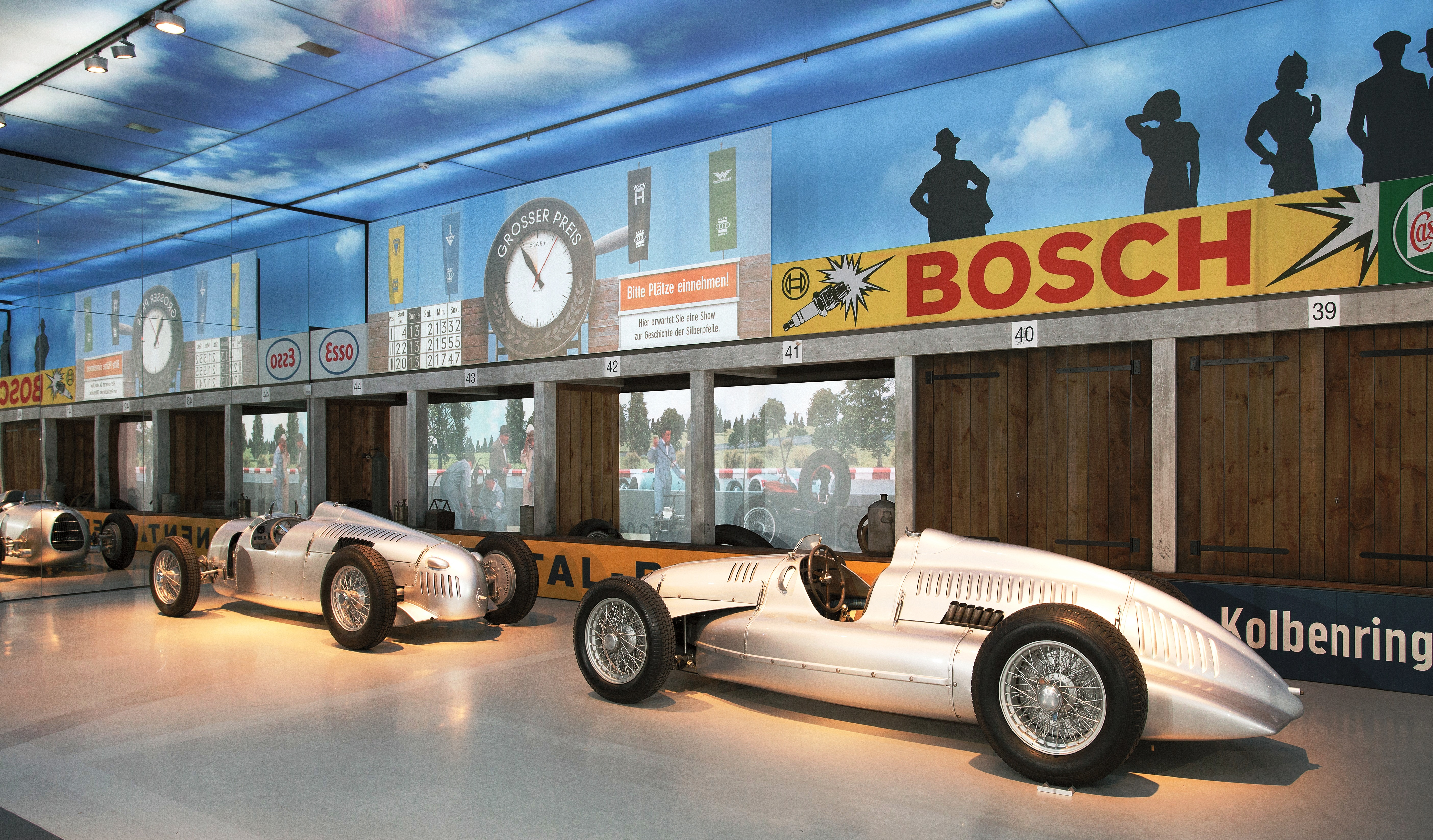
Interno

Inaugurato nel 2004, il museo ospita ed espone una collezione di fotografie, veicoli e manufatti che raccontano la storia industriale automobilistica della città di Zwickau, che spazia dalle casa automobilistiche Horch e Audi nel periodo antecedente la seconda guerra mondiale e della Trabant durante la Repubblica Democratica Tedesca all'epoca della Guerra Fredda.
Il museo è ospitato all'interno dell'ex fabbrica dove August Horch fondò l'Audi Automobilwerke nel 1910. Il proprietario e gestore del museo è un ente senza scopo di lucro di proprietà per metà privata dalla Audi e per l'altra parte pubblica dalla città di Zwickau.